# Bory (district de Žďár nad Sázavou)
Pour les articles homonymes, voir Bory.
Bory (en allemand : Borry) est une commune du district de Žďár nad Sázavou, dans la région de Vysočina, en Tchéquie. Sa population s'élevait à 779 habitants en 2020.

## Géographie
Bory se trouve à 8 km au nord de Velké Meziříčí, à 17 km au sud-sud-est de Žďár nad Sázavou, à 32 km à l'est-nord-est de Jihlava à 136 km à l'est-sud-est de Prague.
La commune est limitée par Krásněves, Kněževes et Rousměrov au nord, par Sklené nad Oslavou, Radenice et Jívoví à l'est, par Dobrá Voda et Vídeň au sud, et par Velké Meziříčí et Radostín nad Oslavou à l'ouest.

## Histoire
La commune a été fondée le 1er janvier 1972 par la fusion de Dolní Bory, Horní Bory et d'une partie de Cyrilov.

## Administration
La commune se compose de trois quartiers :
- Cyrilov
- Dolní Bory
- Horní Bory

## Transports
Par la route, Bory se trouve à 9 km de Velké Meziříčí, à 18,5 km de Žďár nad Sázavou, à 42,5 km de Jihlava et à 162 km de Prague.